# Out for Blood
Out for Blood es el álbum debut de la guitarrista/vocalista estadounidense Lita Ford, guitarrista líder de la banda The Runaways.

## Lista de canciones

### Lado Uno
1. "Out for Blood" (Lita Ford, Neil Merryweather) – 2:56
2. "Stay with Me Baby" (Ford) – 4:31
3. "Just a Feeling" (Ford) – 4:41
4. "Ready, Willing and Able" (Ford, Merryweather) – 2:59
5. "Die for Me Only (Black Widow)" (Ford, Merryweather) – 3:05

### Lado Dos
1. "Rock 'n' Roll Made Me What I Am Today" (Pete Heimlich) – 2:53
2. "If You Can't Live with It" (Ford) – 4:20
3. "On the Run" (Ford, Merryweather) – 2:50
4. "Any Way That You Want Me" (Chip Taylor) – 3:36
5. "I Can't Stand It" (Ford) – 3:28

## Créditos
- Lita Ford - voz, guitarra
- Neil Merryweather - bajo, coros
- Dusty Watson - batería